# حركة مجاهدي خلق
منظمة مجاهدي الشعب الإيراني أو منظمة مجاهدي خلق الإيرانية (بالفارسية: سازمان مجاهدين خلق ايران). هي أكبر وأنشط حركة معارضة إيرانية. ولقد تأسست المنظمة في عام 1965 على أيدي مثقفي إيران من الأكاديميين محمد حنيف نجاد وسعيد محسن وعلي أصغر بدیع زادكان بهدف إسقاط نظام الشاه، ويعود اسمها (المجاهدين) في إيران إلى عام 1906 حيث استعمل في «الثورة الدستورية» إذ كان يُسمى المناضلون لتحقيق الحرية مجاهدين. وبعد انتصار الثورة الإيرانية عام 1979، سعت منظمة مجاهدي خلق  إلى إرساء الديمقراطية في إيران و وقفت على شعار الحرية ، وذلك بسبب معارضتها لمبدأ ولایة الفقیه. موضوع غضب روح الله الخميني وعلى الرغم من تعرض انصار المنظمة لهجوم من قبل أنصار الخميني، إلا أنهم كانوا ملتزمين بالنشاط السياسي السلمي ومسعود رجوي في خطابات مختلفة عن الحريات الاجتماعية والتركيز السياسي، وأظهرت منظمة، مجاهدي خلق تحت قيادته،منتهی الدرجة من التسامح وضبط النفس، وعلى حساب أكثر من 70 قتيلاً وآلاف السجناء، مددوا آخر قطرة من المناخ السياسي حتى 20 يونيو 1981 ، عندما قام خمیني‌ بتصفیة نظامه من التیارات المتناحرة. بعد مقتل المظاهرة السلمیة لمجاهدي خلق في 20 يونيو عام 1981 ، اعتقلت خلاله حكومة الجمهورية الإسلامية عددًا كبيرًا من أعضاء وأنصار مجاهدي خلق وأعدمتهم في نفس اللیلة ، نهاية حقبة النشاط السياسي . وإعلان بداية الكفاح المسلح وأعلن هدفه الإطاحة بالجمهورية الإسلامية الإيرانية.
وقامت الحكومة الإيرانية ضمن هذا الصراع بإعدام عشرات الآلاف من أعضاء المنظمة والمنتمين إليها ولكن المنظمة شدت عزمها على مواصلة نشاطاتها داخل إيران وخارجها حتى إسقاط السلطة الإيرانية الحالية.
وتعد منظمة مجاهدي خلق الإيرانية جزءاً من ائتلاف واسع شامل يسمى بـ «المجلس الوطني للمقاومة الإيرانية» الذي يعمل كبرلمان إيراني في المنفى، والذي يضم 5 منظمات وأحزاب و550 عضواً بارزاً وشهيرًا من الشخصيات السياسية والثقافية والاجتماعية والخبراء والفنانين والمثقفين والعلماء والضباط إضافة إلى قادة «جيش التحرير الوطني الإيراني» والذي كان يتمركز في معسكر أشرف في العراق وتكونت أغلبية قادته من النساء.
تمّ تصنيف الحركة في عام 1997 وفي عهد الرئيس الديمقراطي بيل كلينتون ضمن قائمة المنظمات الإرهابية اثر تهمة منسوبة الیها بانها کانت متورطة بأعمال إرهابية. وفي عام 2000 اتخذ الاتحاد الأوروبي خطوة مماثلة عندما أدرج المنظمة ضمن المنظمات الإرهابية التي تحظر نشاطاتها داخل الدول الأوروبية. أمّا في ديسمبر 2011 أيّدت أعلى محكمة بالاتحاد الأوروبي قرارًا يرفع منظمة مجاهدي خلق الإيرانية المعارضة من قائمة الاتحاد للمنظمات الإرهابية. وفي سبتمبر 2012 رفعت وزارة الخارجية الأمريكية اسم المنظمة من قائمة المنظمات الإرهابية.
في عام 2003 تمّ إصدار قرار بالإجماع من مجلس الحكم العراقي بطرد عناصر المنظمة من مدينة أشرف العراقية إلى خارج البلد وغلق مقرّاتها ومنعها من ممارسة أي نشاط. وعقب اتفاق بين العراق والأمم المتحدة تم نقل عناصر المنظمة إلى معسكر ليبرتي بالقرب من مطار بغداد مؤقّتا لإعادة توطينهم خارج العراق. ومنذ بداية عام 2016 بدء مغادرة أعضاء الحركة العراق إلى 12 دول أوروبية وخاصة جمهورية ألبانيا والتي اتخذت المنظمة منها مقرًّا لها بعد نقلها من العراق.
وفي أغسطس 1993، انتخب المجلس الوطني للمقاومة بالإجماع مريم رجوي رئيسة مؤقتة للمقاومة الإيرانية للفترة الانتقالية.

## اختيار الأمين العام للمنظمة
في الذكرى الثانية والخمسين لتأسيسها، عقدت منظمة مجاهدي خلق الإيرانية يوم الأربعاء 6 سبتمبر 2017 مؤتمرها العام في العاصمة الألبانية تيرانا وخمس عواصم أخرى في أوروبا، وانتخبت السيدة زهراء مريخي أمينا عاما جديدا لها. وأدارت السيدة زهرة أخياني التي كانت أمينا عاما للمنظمة منذ سبتمبر2011 رئاسة المؤتمر.
ووفق النظام الداخلي للمنظمة، يُنتخب الأمين العام للمنظمة لفترة عامين قابل للتمديد. والانتخابات تجري في ثلاث مراحل. وحصلت السيدة مريخي في المرحلة الأولى التي جرت في 20 أغسطس 2017 على 86 بالمئة من الأصوات للمجلس المركزي من بين 12 مرشحا حيث تم تقديم 4 من المرشحين الأوائل. ثم وفي المرحلة الثانية التي جرت في 3 سبتمبر في 10 مراكز، نالت السيدة مريخي 84 بالمئة من الأصوات. وفي المرحلة النهائية وفي المؤتمر العام للمنظمة وخلال تصويت عام اُنتخبت بالاجماع أمينا عاما للمنظمة.

## وضع لبنة الأساس
تأسست منظمة مجاهدي خلق الإيرانية في العام 1965، من قبل محمد حنيف نجاد وشريكیه في التفكير سعيد محسن وعلي أصغر بديع زادكان. وكان هؤلاء الثلاثة جميعهم من خريجي الجامعات، ومنذ زمن مصدق كانوا من نشطاء الجبهة الوطنیة ثم من أعضاء نهضة آزادي (مهدي بازركان). ومن بينهم حنيف نجاد وسعيد محسن وبسبب عضويتهم ونشاطهم في نهضة آزادي (حركة الحرية) تم اعتقالهم وقضوا بعض الوقت في السجن. وكان هدفهم النهائي هو استبدال نظام الشاه بنظام ديمقراطي.

### ضربة سبتمبر 1971
في سبتمبر 1971، عشية الاحتفال بالذكرى الـ 2500 للشاه شاه، تم اعتقال أكثر من 90% من الأعضاء و100% من قيادة منظمة مجاهدي خلق الإيرانية في هجمات واسعة النطاق قامت بها القوات السافاك الشاه.

### إعدام الدفعة الأولى من أعضاء التنظيم المركزي
بعد صدور حكم المحكمة العسكرية واستئناف حكومة شاه روز في 19 أبريل 1972، تم إعدام رمیًا بالرصاص على أربعة أعضاء من اللجنة المرکزیة وهم ناصر صادق ومحمد بازرکانی وعلي باکری وعلي میهن دوست. وقد أدى نشر نص لوائح دفاعهم ، الذي تم نقله سرا إلى خارج السجن، إلى تنوير الرأي العام للشعب الإيراني فيما يتعلق بنضال المنظمة في عهد الشاه. لكن القرار الصادر بالإعدام لمسعود رجوي وبسبب النشاط المكثف لشقيقه كاظم رجوي الذي كان أستاذا جامعيا في سويسرا في ذلك الوقت، فقد استقطب دعم شخصيات سياسية بارزة مثل كورت فالدهايم. الأمين العام للأمم المتحدة، بيير جرابل، رئيس الاتحاد السويسري، وفرانسوا ميتران  زعيم الحزب الاشتراكي الفرنسي  حیث اضطر الشاه إلى التراجع ، وخُففت عقوبته إلى السجن المؤبد وأفلت من عقوبة الإعدام  فبذلک واصل قیادته بعد إعدام مؤسسي المنظمة.

### إعدام المؤسسين
وتعرض مؤسسو المنظمة للتعذيب على يد السافاك شاه بعد اعتقالهم. ويقال إن محمد حنيف نجاد أغمي عليه معظم الوقت نتيجة للإصابات الناجمة عن التعذيب، كما أصيبت عيناه وأنفه بجروح بالغة وتضررت ساقاه بسبب التعذيب.
قال محمد لأصدقائه: " في المحاكمة الأولى حكموا علي بالسجن المؤبد وقالوا إذا استوفيت أحد الشروط الثلاثة فلن يتم إعدامك:علیک ان تقول وتعلن إننا ضد الكفاح المسلح، أو ان تقول وتعلن إن الإسلام یرفض الماركسية؛ والشرط الثالث هو أن تقول إن العراق هی الجهة‌ التي کلفتنا بهذه المهمة وأرسلنا. ولم أقبل أياً من هذه الشروط.
وأخيرا، في فجر يوم 25 مایو1972 ، المؤسسون المجاهدون؛ محمد حنيف نجاد ، سعيد محسن وأصغر بديع زادكان مع اثنين من أعضاء اللجنة المركزية؛ محمود عسکری زاده ورسول مشكينفام أعدموا رمیًا بالرصاص في ميدان الرماية في شيتجار.

### إطلاق سراح الدفعة الأخيرة من السجناء السياسيين
في 20 يناير 1979، خرجت آخر مجموعة من السجناء السياسيين التابعین لمنظمة مجاهديٍ خلق من سجن القصر أطلق سراحهم وشدد مسعود رجوي في أول خطاب له بعد خروجه من السجن في 24 کانون الثانی / ینایر 1979 في جامعة طهران على شعار "الانتصار للثورة الديمقراطية الإيرانية" وقال: "هل يمكن وقف الربيع ومنع قدومه؟ من أزهار التوليب، وهل من الممكن أن یتم تقیید شعب حتى یظل مکبلاً إلى الأبد؟ هل من الممكن إبقاء الشخص مقيدًا بالسلاسل إلى الأبد؟ لا... لا ..."  خلال لقائه مع قادة مجاهدي‌خلق في‌ اول یوم من خروجهم من السجن، قال آیة الله محمود الطالقاني: «عندما کان یرد اسم مجاهدي خلق اثناء عملیات التحقیق في غرف التغذیب للسجون، کان المحققون والجلادون یفقدون السیطرة  ... كانوا خائفين من اسم مسعود رجوي، كانوا خائفين من اسم (موسی) خیابانی».

## بعد ثورة 1979

### فترة الکفاح السیاسي‌
أقیم اول تجمع لمنظمة مجاهدي خلق الإيرانية في 23 فبراير 1979 في جامعة طهران، أعلن خلاله مسعود رجوي عن أول موقف للمنظمة من خلال التأكيد على الحرية باعتبارها الهدف الرئيسي للثورة.
في 5 مارس 1979، ألقی مسعود رجوي خطابًا في مقبرة الدکتور محمد مصدق، حيث أشار إلى مطالب مجاهدي خلق قائلا: يجب أن تحمي هذه الجمهورية حقوق ابناء الشعب  جمیعًا خاصة حقوق. الذين يعيشون في جميع أنحاء البلاد، وهذه الجمهورية على وجه الخصوص يجب أن تعيد العدالة في نهاية المطاف وأكثر من ذلك ، في النهاية ، جميع الحريات السياسية والاجتماعية ل مختلف الطبقات والقوى الشعبیة.
عقد الاجتماع بين مسعود رجوي وموسى خياباني مع الخميني في 27 أبريل 1979 بناء على طلب الخميني. وقال مسعود رجوي مخاطبا الخميني: "إن جوهر جميع القضايا والمطالب التي تأسست عليها الثورة  المناهضة للملكية  هي قضية الحرية.
بعد الثورة، توسعت منظمة مجاهدي خلق بسرعة ووسعت أنشطتها السياسية في جميع أنحاء إيران وفتحت رسميا مكاتب في مدن مختلفة. بدأ مقر المنظمة في طهران نشاطه تحت اسم حرکة مجاهدي خلق الوطنیة. وخلال سنوات ۱۹۷۹ إلی ۱۹۸۱ بذلت منظمة مجاهدي خلق  جهودا مستمرة  من أجل توعیة ابناء الشعب و تبصیرهم  حیال حقیقة الرموز الحاکمة من خلال نشاطات سیاسیة  وحملات التعریة والفضح للطغمة الحاکمة.

### مشاركة مجاهدي خلق في الانتخابات الرئاسية والانتخابات النیابیة
فور الإعلان عن أهلیة المرشحین للخوض في  للانتخابات الرئاسية الأولى  في  عام 1980، أعلن مسعود رجوي استعداده مرشحًا للرئاسة من قبل منظمة مجاهدي خلق.  وقال في مقابلة صحفیة: «لقد أعربنا عن استعدادنا للخوض في العملیة الانتخابیة مع  الاحتفاظ بآرائنا العقائدیة  والسياسية ضمن إطار  الدستور المصادق علیه». ثم اعلن رجوي عناوین خططه الانتخابية في 12 مادة وقدم شرحًا لها.
دعمت القوى التقدمية، فضلاً عن جزء من المکونات العرقية والدينية في إيران، شرائح عدیدة من النساء والشباب والمقاتلين من أجل الحرية ترشيح مسعود رجوي.
مع اعلان الخمینی موقفه حیال أهلیة المرشحین المعلنین [بأن من لم يصوت للدستور لا يحق له المشارکة في الانتخابات الرئاسية فکان يقصد بذلك مسعود رجوي]، اعلن رجوي ‌انسحابه  من الانتخابات الرئاسية.  وکتب في رسالة استقالته في  19 يناير 1980: «يجب أن أخبرکم  بتواضع أنه إذا كان لهذه العملیة الانتخابیة خاسر ، فهو ليس أنا». وفي رسالة موجهة إلى الشعب الإيراني، كتبت رجوي: «نحن نفكر ونتمعن الآن أكثر من أي شيء آخر في مصير الثورة التي وضعت واحدة من أعظم مسؤولياتها التاريخية والهامة علی عاتقی و عاتق إخواني‌ الآخرين».
أجريت أول انتخابات برلمانية في شتاء عام 1980 وربيع عام 1981، حیث شاركت منظمة مجاهدي خلق في الانتخابات ضمن قائمة  «المرشحين الثوريين والتقدميين» وقدمت مرشحين في جميع المحافظات، لكن الحكومة بكل ما کانت تملک من القدرات، بما في ذلك هندسة الانتخابات على مرحلتين، منعت حتى واحدا من مجاهدي خلق من دخول البرلمان. خلال الانتخابات، تم القبض على عدد كبير من أنصار مجاهدي خلق الذين كانوا مراقبين للانتخابات واحتجوا على عمليات التزوير.
واعترض مسعود رجوي على التزوير الواسع النطاق، قائلا إنه أرسل الوثائق إلى مكتب الرئاسة ووزير الداخلية.
وصل مسعود رجوي إلى الجولة الثانية بحصوله على 530 ألف صوت (حوالي 26 في المائة) في هذه الانتخابات، لكنه لم ینحج في دخول البرلمان في الجولة الثانية.

### 20 يونيو 1981
خلال فترة الکفاح السیاسي، على الرغم من الهجمات المتكررة من قبل عملاء حزب الجمهوري الإسلامي على مقرات ومراکز وجمعيات المناصرة لمجاهدي خلق و مراكز الإغاثة والتجمعات الخاصة بانصار لمنظمة مجاهدي خلق، كانت منظمة مجاهدي خلق دائما صبورة وقال مسعود رجوي إننا قبلنا التعایش والنشاط ضمن النظام القانوني للبلاد. في 12 يونيو 1980، تعرض تجمع كبير للمجاهدين لهجوم بالرصاص والغاز المسيل للدموع في ملعب أمجدية ، في 25 يونيو 1980 ، عارض الخميني علنا منظمة مجاهدي خلق ، اتخذ موقفا. كان الموقف الأكثر يقظة من جانب منظمة مجاهدي خلق هو  أنهم أغلقوا مكاتبهم ومقارهم ليظهروا من خلال نهج سياسي أنهم ليسوا هم الذين يشعلون نيران الحرب. من  يناير 1980 إلى مايو 1981 ، أريقت دماء أكثر من 35 من مجاهدي خلق على الأرض من قبل الحرس الثوري للخميني. في هذا التاريخ ، في مايو 1981، بلغ عدد السجناٰ التابعن لمجاهدي‌خلق في سجون الخميني إلى ألف سجین حیث تعرض معظمهم للجلد والتعذيب على أيدي الحرس الثوري.
في 20 يونيو 1981، أعلنت منظمة مجاهدي خلق الإيرانية عن مظاهرة سلمية في جميع أنحاء البلاد في طهران، احتجاجا على تصاعد قمع القوى الوطنية والتقدمية. وفي طهران العاصمة خرج ما یقارب بخمسمائة ألف من المتظاهرین إلی الشوارع مرددین هتافات الاحتجاج ضد قوات الأمن. ردت القوات الحكومية بسرعة بأمر الخميني. وفتحت النیران علي المتظاهرین من قبل قوات الحرس الثوري‌ التابعة لخمیني. بحیث قتل حول جامعة طهران وحدها حوالي  50 شخصا وجرح 200 واعتقل 1000. بعد مذبحة المظاهرات السلمية لمنظمة مجاهدي خلق الإيرانية في 20 يونيو 1981 والإعدامات اللاحقة من قبل نظام الخميني، انتهت فترة الکفاح السیاسي وبدأت  فترة الکفاح المسلح في 21 يوليو 1981،  
وفي طهران ، أعلن مسعود رجوي  إنشاء  المجلس الوطني للمقاومة الإيرانية (NCRI) كمظلة سياسية للمقاومة الإيرانية. ثم رافق  مسعود رجوي أبو الحسن بني صدر الذين کانا مختبئان ، خلال عملية طيران سریة من  قاعدة مهرآباد الجویة الأولی غادرا إیران من قبل العقید الطیار بهزاد معزي بواسطة طائرة النقل الجویة من البلاد   وهبطت الطائرة  في  مطار عسکري بباریس. ثم اعلن رجوي، إلى جانب بني صدر وبعض الجماعات الأخرى، بدء  أنشطة المجلس الوطني للمقاومة لمحاربة الجمهورية الإسلامية.

### نقل إلى العراق
ذهب مسعود رجوي إلى العراق في 7 يونيو 1986 مع عدد كبير من المجاهدين المقيمين في فرنسا. وكانت هذه الهجرة فصلاً مهماً في تاريخ المجاهدين ومعركتهم مع الجمهورية الإسلامية. عندما وصل مسعود رجوي إلى العراق، تم الترحيب به رسميًا من قبل نائب الرئيس العراقي في ذلك الوقت. وعندما وصل إلى العراق، زار لأول مرة الأضرحة في كربلاء والنجف وتبرع بسجادة إيرانية رائعة. وفي موقع حفرة القتل بكربلاء قدم قائمة قتلى المجاهدين وبعد ذلك أصبحت بغداد عاصمة العراق. وبعد ذلك أنشأ المجاهدون مدينة شمال بغداد في محافظة ديالى. وهذه المدينة التي كانت تسمى شهر أشرف كانت مقر إقامة المجاهدين. في 20 يونيو 1987 ، أسست رجوي جيشًا في العراق يسمى "جيش التحرير الوطني الإيراني" يتكون من أعضاء منظمة المجاهدين وجميع من أراد القتال ضد الجمهورية الإسلامية.

### إعدام المجاهدين في الثمانينات
بدأ إعدام المجموعة الأولى من المعتقلين خلال مظاهرة 20 يونيو في تلك الليلة، حيث لم يعرفوا حتى أسماء السجناء. في الثمانينيات في إيران، وفي نفس وقت الحرب وقمع المعارضة في الجمهورية الإسلامية، تم إعدام آلاف السجناء في إيران. أنه نظراً لرفض الحكومة الإيرانية تقديم الإحصائيات ومحاولاتها التستر على عمليات الإعدام، فإنه لا يمكن تقديم إحصائيات دقيقة حول عمليات الإعدام. ومع ذلك، قامت منظمة المجاهدين بتجميع قائمة تضم 20 ألف شخص تم إعدامهم في الثمانينات في كتاب.

### مذبحة السجناء السياسيين عام 1988 على يد الحكومة الإيرانية
في 18 يوليو 1988، قبلت الحكومة الإيرانية قرار مجلس الأمن الدولي رقم 598 لغرض وقف إطلاق النار في حرب الثماني سنوات، وفي صيف عام 1988، أعدمت الحكومة الإيرانية العديد من المعارضين السياسيين، بما في ذلك المجاهدين، الذين تم اعتقالهم. وحكم عليهم قبل عدة سنوات بالأكراد. وبحسب منظمة هيومن رايتس ووتش، فقد نُفذت عمليات الإعدام هذه في جميع أنحاء إيران، وكان غالبية الذين أُعدموا في ذلك العام من أنصار منظمة مجاهدي خلق.
وفي 2 مايو 2022، قال كينيث لويس، أحد المحامين الذين يدافعون عن بعض المدعين في القضية، إن الحرب بين الجمهورية الإسلامية والمجاهدين بدأت قبل 20 يونيو 1981، مع وأضاف أن عملية "فروغ جاويدان" لم تكن تتماشى مع الحرب العراقية الإيرانية ولا تعتبر نزاعاً مسلحاً دولياً.
وقال كينيث لويس فيما يتعلق بفتوى الخميني إن هذا الحكم صدر بناء على تهمة الحرب ضد أعضاء وأنصار منظمة المجاهدين. وقدم نظرية قانونية جديدة حول المجزرة وقال: «كل الأدلة وتسلسل الأحداث ومراجعة الخبراء لنص المجزرة" ويثبت الحكم أن حكم الخميني بشأن مذبحة المجاهدين قد صدر قبل عملية فروغ جافيدان وتثبت النظرية أن الخميني بدأ مشروع تدمير المجاهدين منذ زمن طويل وكثفه وسارعه أثناء وقف إطلاق النار من أجل بقاء حكومته.»

## الكشف عن البرنامج النووي الإيراني
كشفت منظمة مجاهدي خلق عام 2002، عن البرنامج النووي للجمهورية الإسلامية في إيران حيث كان البرنامج قبل ذلك سري. وأصبحت المناقشات حول البرنامج النووي للجمهورية الإسلامية واحدة من التحديات الكبرى لدى النظام. الأمر الذي أدى في النهاية إلى إصدار أربعة قرارات من مجلس الأمن التابع للأمم المتحدة وفرض عقوبات مختلفة على حكومة الجمهورية الإسلامية.
وفي السنوات الأخيرة أعلنت المنظمة بأنها حصلت على معلومات حول وجود موقع سري جديد ضمن البرنامج النووي الإيراني.

## التجمعات والمظاهرات السياسية
خلال 44 عاما من المواجهة مع الجمهورية الإسلامية الإيرانية، نظمت منظمة مجاهدي خلق العديد من المظاهرات والتجمعات، ويعقد الاجتماع السنوي للمقاومة الإيرانية كل عام بين شهري يونيو ويوليو بمناسبة 20 يونيو 1981، ذكرى بداية المقاومة المسلحة، يوم شهداء خرداد والسجناء السياسيين. وتقام هذه التجمعات، والتي تعرف أيضًا باسم جالاكسي، كل عام بحضور كبير من الإيرانيين ودعم العديد من المسؤولين والشخصيات السياسية والوطنية والاجتماعية والفنية والعلمية من مختلف دول العالم، الذين يظهرون دعمهم لأهداف الشعب ويعبرون عن مقاومة إيران لتحقيق إيران الحرة والديمقراطية.
اقیم تجمع فيلبينت باريس (2017): يوم السبت 1 يوليو 2017 في فيلبينت باريس بمشاركة الجالیة الإيرانیة وأنصار منظمة مجاهدي خلق من جميع أنحاء العالم. وحضر هذا التجمع المئات من الشخصيات والوفود من أوروبا وأمريكا وكندا والشرق الأوسط وألقى بعضهم كلمات.
انعقد التجمع السنوي للمقاومة الإيرانية لعام 2018 في باريس بحضور أكثر من مائة ألف إيراني معارض للنظام، في هذا اللقاء مئات من السياسيين ورجال الدولة الدوليين والوفود التشريعية والشخصيات البارزة من 5 قارات.

### خطة التفجير في تجمع 2018
خططت حكومة إيران، من خلال أسد الله أسدي، السكرتير الثالث لسفارة جمهورية إيران الإسلامية في فيينا، وباستخدام فريق إرهابي نائم في بلجيكا، لتفجير تجمع 2018، ولكن بالتعاون الوثيق بين فرنسا وألمانيا والنمسا. وقامت الشرطة البلجيكية بإكتشاف هذا المخطط الإرهابي وتحييده، وتم إلقاء القبض على 4 إرهابيين مكلفين بتنفيذ عمليات إرهابية ومن بينهم أسد الله أسدي. وبعد المحاكمة، حكم عليهم بالسجن لمدة تتراوح بين 17 و20 سنة.
أكدت محكمة الاستئناف في أنتويرب ببلجيكا، في 20 مايو 1401، الحكم النهائي وأعلنت الحكم النهائي على شركاء أسد الله أسدي، الثلاثة المتهمين بمحاولة تفجير تجمع عام 2018 لمنظمة مجاهدي خلق والمتهمين بأنشطة إرهابية.
تجمع في أشرف 3 (2019): اقیم التجمع العالمي السنوي للمقاومة الإيرانية في أشرف 3 لعدة أيام بمشاركة العديد من الشخصیات رفيعي المستوى من جميع أنحاء العالم وبحضور الرئیسة مريم رجوي. وكان أبرز ما في هذا التجمع الدولي أن مجاهدي خلق فتحوا كل أبواب بيتهم الجديد (أشرف۳) للآخرين وقوبل بموجة من الترحيب والثناء من جانب أكثر من 350 زعيما وشخصية سياسية مهمة من التیارین الیمیني‌والیساري‌ من جانبي الأطلسي من 50 دولة في العالم.
أقيمت مظاهرة برلين ومؤتمر باريس (2024) على مدى ثلاثة أيام من 29 يونيو إلى 1 يوليو، والتي تضمنت تظاهرة عشرات الآلاف من الإيرانيين في برلين والمؤتمر المتزامن معها في باريس والذي حضرته السيدة مريم رجوي، الرئيسة المنتخبة من قبل المجلس الوطني للمقاومة، وعدد كبير من السياسيين العالميين أمثال مايك بنس، وستيفن هاربر، ومايك بومبيو، وليس تراس، وجون بولتون، ووفد من الحزبين الجمهوري والديمقراطي من الكونغرس الأمريكي، ووفود من البرلمان الأوروبي و. وعدد من البرلمانات الوطنية الأوروبية. وقالت مريم رجوي في هذا التجمع: من أجل تحقيق السلام في المنطقة، من المهم استهداف رأس الأفعى الداعي للحرب. الأيام المظلمة تنتظر نظام الملالي. لقد بدأ العد التنازلي.... نحن لا نتطلع إلى استبدال القوة المهيمنة الحالية بقوة أخرى. بل هدفنا هو نقل هذه السلطة والحكومة إلى أصحابها الحقيقيين، الشعب الإيراني نفسه.

## دعم الاحتجاجات داخل إيران

### دعم الاحتجاجات 2018-2017
في 13 فبراير 2018 وفي حوار مع «صحيفة عكاظ» السعودية، أعلنت مريم رجوي زعيمة حركة مجاهدي خلق أنّ عناصر هذه الحركة ساهمت في الاضطرابات الأخيرة في إيران، قائلتًا أنّه «بطبيعة الحال، فإن ما يحدث في إيران هو عمل شبكات مجاهدي خلق في مدن مختلفة، ولا علاقة له بأنشطة المقاومة السياسية على الصعيد الدولي، بما في ذلك في فرنسا» وأکدت أنّه «في الواقع الانتفاضات ظهرت هذه المرة في شكل جديد، وكان لمعاقل المقاومة ومراكز العصيان التابعة لمجاهدي خلق دور كبير فيها.»

## الكفاح المسلح

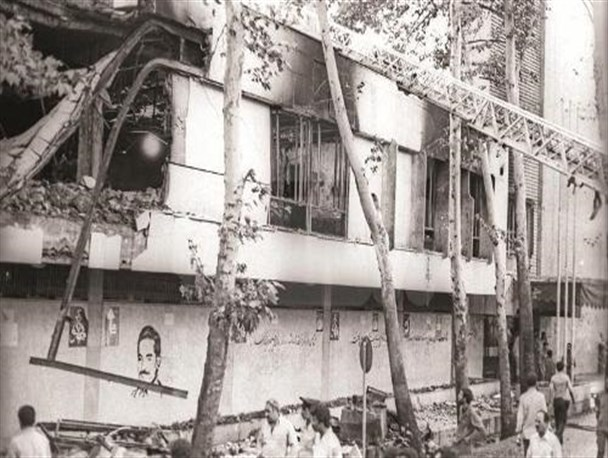
حطام القنابل بعد اغتيال الرئيس محمد علي رجائي ورئيس الوزراء محمد جواد باهنر في 1981

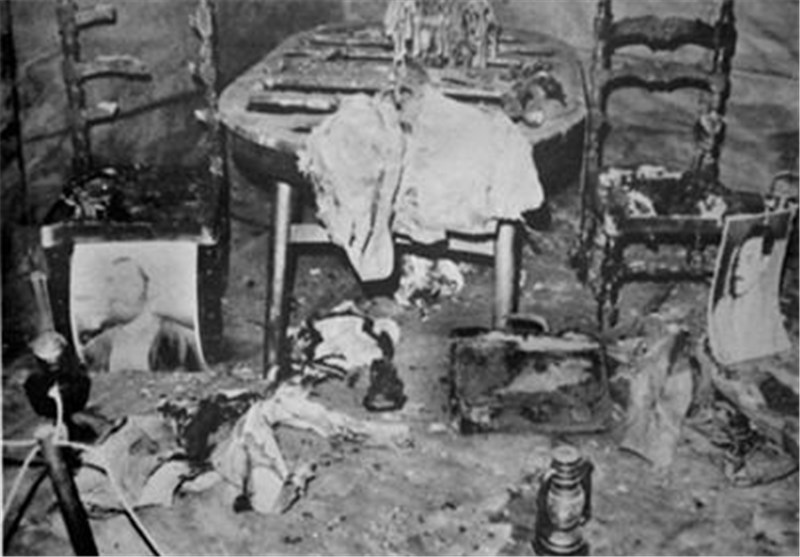
مكتب رئيس الوزراء الايرانى بعد انفجار عام 1981.

وبعد قمع احتجاجات 20 يونيو 1981 وإعدام أنصار المجاهدين، بدأ هذا التنظيم مقاومة مسلحة ضد النظام الحاكم والحرس الثوري.
وقد أعلنت المنظمة مسؤوليتها عن الاغتيالات التالية:
- الفريق علي صياد شيرازي، قائد الجيش الإيراني ونائب رئيس هيئة الأركان العامة للقوات المسلحة الإيرانية (1999)[104]
- أسد الله لاجوردي، مدير نظام السجون في إيران (1998)[104]

الاغتيالات المنسوبة:

### تفجير هفت تير
في يوم 28 يونيو 1981 مـ وقع تفجير مدوٍ في المقر الرئيسي للحزب الجمهوري الإسلامي (IRP) في طهران، أثناء انعقاد اجتماع لقادة الحزب. ولقي ثلاثة وسبعون مسؤولاً بالحزب الجمهوري الإسلامي مصرعهم، ومن بينهم قاضي القضاة محمد بهشتي. ويُعتقَد أن منظمة مجاهدي خلق الإيرانية هي المسؤولة عن الهجوم.

### اغتيال الرئيس رجائي ورئيس الوزراء باهنر
في 30 أغسطس 1981، وبعد شهرين من تفجير هفت تير، وقع تفجير آخر أسفر عن مقتل الرئيس رجائي ورئيس الوزراء محمد جواد باهنر. وتم التعرف على هوية مرتكب التفجير، وهو أحد الأعضاء الناشطين في حركة مجاهدي خلق اسمه مسعود كشميري.

### محاولة اغتيال علي خامنئي
في 27 يونيو 1981، عندما كان علي خامنئي الذي كان في ذلك الوقت ممثل الخميني في المجلس الأعلى للدفاع الوطني وإمام جمعة طهران يلقى الخطاب في صلاة مسجد أبوذر ضمن سلسلة محاضرات أسبوعية وجلسات المسائلة والإجابة التي کانت تعقد في المساجد بعد إقامة صلاة الظهر والعصر. أثناء الخطاب انفجرت القنبلة في مسجّل الشريط الذي كان موجها أمامه، وأصيبت ذراعه وحباله الصوتية ورئته إصابات خطيرة وانقطعت عدد من العروق وعصبات من يده اليمني فأُصيبت يده بالشلل التّـام.

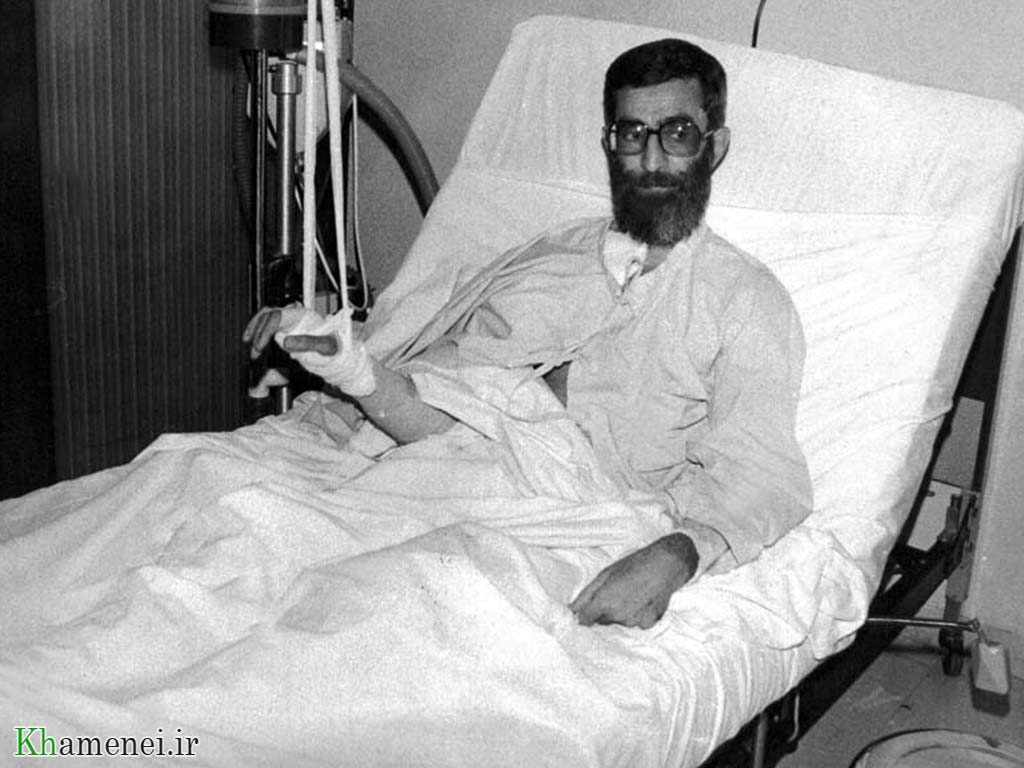
علی خامنئي في المستشفی بعد محاولة الاغتيال

- 11 سبتمبر 1980: اغتيل أسد الله مدني إمام جمعة مدينة تبريز إثر هجوم انتحاري أثناء صلاة الجمعة في المدينة.[110][111]
- 1 يوليو 1981: قام حارس سجن يرفع شعارات منظمة مجاهدي خلق بقتل حاكم سجن إيفين.[112]
- 6 يوليو 1981: اغتيال المدعي العام لمقاطعة غيلان.[113]
- 5 سبتمبر 1981: اغتيال المدعي العام للثورة الإسلامية آية الله علي قُدّوسي جراء تفجير قنبلة تحت مكتبه.[114]
- 29 سبتمبر 1981: مقتل النائب عبد الكريم هاشمي نجاد إثر هجوم انتحاري بانفجار قنبلة يدوية في مشهد.[110][115]
- 11 ديسمبر 1981: قتل آية الله عبد الحسين دستغيب إمام جمعة مدينة شيراز وعدد آخر في هجوم انتحاري في شيراز خلال صلاة الجمعة.[113]
- 2 يوليو 1982: اغتيال آية الله محمد الصدوقي إمام جمعة مدينة يزد خلال صلاة الجمعة في المدينة.[111]
- 15 أكتوبر 1982: اغتيال آية الله عطاء الله الأشرفي الأصفهاني في كرمانشاه خلال صلاة الجمعة.[111]

## تصنيف المنظمة ضمن لائحة المنظمات الإرهابية
في عام 1997 في عهد الرئيس الديمقراطي بيل كلينتون قامت وزارة الخارجية الأمريكية بإدراجها ضمن قائمة المنظمات الإرهابية منذ أن بدأت القائمة في عام 1997. إلا أن هذا لم يمنع الحركة من مزاولة نشاطها في الولايات المتحدة بطرق متعددة، خاصة أنها استصدرت في مايو 2001 حكما من إحدى المحاكم الأميركية بأن لها الحق في الحصول على فرصة للدفاع عن نفسها. کما أن بعد غزو العراق وسقوط حكومة صدام حسين أعلنت الولايات المتحدة عن توقيع اتفاق مع الحركة يضمن السّماح لها بالاحتفاظ بسلاحها والبقاء في العراق ومواصلة كفاحها المسلح، الأمر الذي أقلق طهران ودفع بعض مسؤوليها لوصف أميركا «بالكذب في حملتها على الإرهاب». وفي عام 2000 اتخذ الاتحاد الأوروبي خطوة مماثلة عندما أدرج المنظمة ضمن المنظمات الإرهابية التي تحظر نشاطاتها داخل الدول الأوروبية.
في عام 1999 أضيف المجلس الوطني للمقاومة الإيرانية الذي يترأسه مسعود رجوي إلى القائمة نفسها.

### رفع المنظمة من لائحة المنظمات الإرهابية
في نوفمبر 2008 وبعد معركة استمرت سنوات أمام القضاء الأوروبي، ألغت محكمة العدل الأوروبية قرارا سابقا من الاتحاد الأوروبي يقضي بتجميد أموال منظمة مجاهدي خلق بسبب إدراجها على «اللائحة الأوروبية للمنظمات الارهابية». حيث اعتبرت المحكمة في قرارها «أن قرار الاتحاد الأوروبي انتهك حقوق الدفاع لعناصر مجاهدي خلق بعدم امدادهم بالمعلومات الجديدة التي تبرر إبقاءهم على اللائحة الأوروبية للمنظمات الإرهابية....وبرفضها إعطاء المحكمة بعض المعلومات المتصلة بالمسألة». وبهذا القرار حصلت منظمة مجاهدي خلق بما كانت تطالب بهِ بشأن تأكيدها في عدم ضلوعها بأي نشاطات إرهابية. ويعتبر صدور هذا القرار تأكيدا لمنظمة مجاهدي خلق الذي أكدت على الدوام عدم ضلوعها في أي نشاطات إرهابية، حيث حصلت على ما تطالب به بعد معركة استمرت سنوات أمام القضاء الأوروبي.
نددت إيران بقرار الاتحاد الأوروبي شطب منظمة مجاهدي خلق الإيرانية المعارضة من قائمة المنظمات التي يعدها الاتحاد إرهابية. وقالت وزارة الخارجية الإيرانية في بيان لها إن أيدي مجاهدي خلق «ملطخة بدماء الآلاف من الإيرانيين وغير الإيرانيين»، وأضافت أن الاتحاد الأوروبي يتعامل «بمعايير مزدوجة» في موضوع ما يسمى «الإرهاب». وأضاف البيان أن وراء القرار الأوروبي «أهدافا سياسية غير مشروعة»، وقال إن المنظمة «لم تدن قط العنف ولم تضع السلاح وما زالت تواصل لجوءها إلى الإرهاب».

#### أحكام قضائية
وقد قرر الاتحاد أيضا رفع القيود عن أموال المنظمة في دوله. وأوضح منسق الشؤون الخارجية والدفاعية في الاتحاد خافيير سولانا، أن هذا الإجراء يأتي في إطار الالتزام بقرارات قضائية صدرت عن محاكم أوروبية.
وقد جاء القرار الذي اتخذه وزراء خارجية الدول الـ27 الأعضاء في الاتحاد إثر صدور حكم من المحكمة الأوروبية في لوكسمبورغ في ديسمبر/ كانون الأول الماضي يقضي بأنه من الخطأ أن تستمر هذه الدول في تجميد أصول منظمة مجاهدي خلق بعد رفعها من القائمة البريطانية للمنظمات الإرهابية.
وقد وبخت المحكمة في قرارها فرنسا متهمة إياها بالعجز عن تقديم إثباتات على أن المنظمة الإيرانية تشكل تهديدا إرهابيا، كما حكم القضاء البريطاني وفي مايو الماضي بشطب مجاهدي خلق عن لائحة المنظمات الإرهابية في بريطانيا. مع العلم بأنه قامت الولايات المتحدة الأمريكية بشطب الحركة من قائمة المنظمات الإرهابية في عام 2003 بشرط تخليها عن السلاح وهذا ماقامت به الحركة في مقابل أن تؤمن الولايات المتحدة الحماية للحركة.
كما قامت الحكومة الأمريكية في منتصف شهر سبتمبر 2012 برفع الحضر المفروض على الحركة.

## وصلات خارجية
- الموقع الرسمي لحركة مجاهدي خلق